# Stenocarpus sinuatus
Stenocarpus sinuatus är en tvåhjärtbladig växtart som först beskrevs av John Claudius Loudon, och fick sitt nu gällande namn av Stephan Ladislaus Endlicher. Stenocarpus sinuatus ingår i släktet Stenocarpus och familjen Proteaceae. Inga underarter finns listade i Catalogue of Life.